# 徐善亭
徐善亭（1854年—1912年），广东番禺人，中國清末民初牙科醫生，兴中会會員。他是中國最早的現代牙科醫生之一。

## 生平
徐善亭1900年留学澳大利亚学习外科、牙科，毕业后在广州、香港开业牙医，1904年在香港出版《新发明牙科卫生书》。徐善亭和孫中山交往密切，后加入兴中会。

## 家庭
- 子：徐景文